# Dornier Do 10
O Dornier Do 10, originalmente designado Dornier Do C4, foi uma aeronave alemã pré-Segunda Guerra Mundial. Foi construído com a intenção de se tornar num caça monoplano com capacidade para 2 tripulantes. Dois protótipos foram construídos em 1931 devido a um pedido para que se construísse um caça para 2 tripulantes. Não tendo demonstrado uma performance suficiente para ser produzido em maça, o Do 10 tornou-se um avião de testes.

## Características
| Tipo        | Caça biposto | Caça biposto | Caça biposto |
| Motores     | Roll-Royce Kestrel IIIS                                                                                            | BMW VI 7.3 | Hispano-Suiza 12 Xbrc                                                                                              |
| Potências   | 525 hp (391 kW) | 650 hp (485 kW) | 690 hp (515 kW) |
| Dimensões   | - Comprimento: 10,60 m (34,8 ft) - Altura: 4,30 m (14,1 ft) - Envergadura: 15,00 m (49,2 ft) - Área alar: 32,40 m² | - Comprimento: 10,50 m (34,4 ft) - Altura: 4,44 m (14,6 ft) - Envergadura: 15,00 m (49,2 ft) - Área alar: 32,40 m² | - Comprimento: 10,60 m (34,8 ft) - Altura: 4,30 m (14,1 ft) - Envergadura: 15,00 m (49,2 ft) - Área alar: 32,40 m² |
| Pesos       | - Vazio: 1 600 kg (3 530 lb) - Carregado: 2 300 kg (5 070 lb) - Máx. de Decol.: 2 300 kg (5 070 lb)                | - Vazio: 2 200 kg (4 850 lb) - Carregado: 2 640 kg (5 820 lb) - Máx. de Decol.: 2 640 kg (5 820 lb)                | - Vazio: 1 600 kg (3 530 lb) - Carregado: 2 640 kg (5 820 lb)                                                      |
| Performance | - Vel. Máx: 315 km/h (196 mph) à 3500 m - Alcance: 800 km (497 mi) - Teto de serviço: 9 100 m (29 900 ft)          | - Vel. Máx: 288 km/h (179 mph) ao nível do mar - Alcance: 800 km (497 mi) - Teto de serviço: 7 500 m (24 600 ft)   | - Vel. Máx: 318 km/h (198 mph) à 3500 m - Alcance: 800 km (497 mi) - Teto de serviço: 9 500 m (31 200 ft)          |
| Armamento   | 4 x MG 08/15 duas frontais e duas na torre traseira                                                                | 4 x MG 08/15 duas frontais e duas na torre traseira                                                                | 4 x MG 08/15 duas frontais e duas na torre traseira                                                                |